# Frankolin akacjowy
Frankolin akacjowy (Scleroptila gutturalis) – gatunek średniej wielkości afrykańskiego ptaka z rodziny kurowatych (Phasianidae). Osiadły.

## Systematyka
Wyróżniono kilka podgatunków S. gutturalis:
- S. gutturalis gutturalis – frankolin akacjowy – Erytrea, północna Etiopia.
- S. gutturalis archeri – południowa Etiopia, południowo-wschodni Sudan, północna Uganda, północno-zachodnia Kenia.
- S. gutturalis lorti – frankolin białobrzuchy – północna Somalia.
- S. gutturalis jugularis – południowo-zachodnia Angola.
- S. gutturalis pallidior – północna Namibia.
- S. gutturalis levalliantoides – frankolin zbroczony – wschodnia Namibia i południowa Botswana do centralnej RPA.

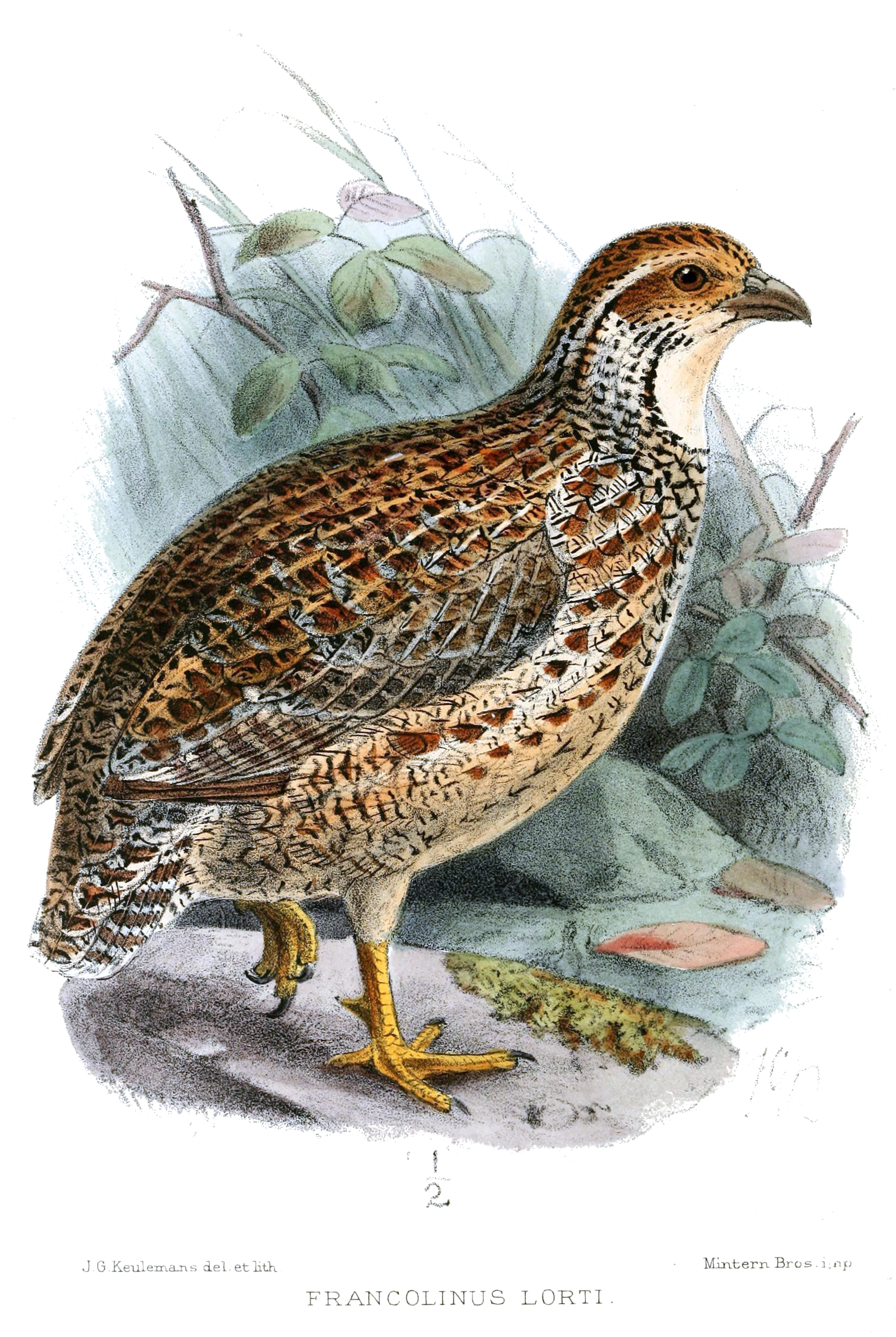
Frankolin akacjowy na rycinie z 1898 roku

## Charakterystyka

### Morfologia
Wygląd zewnętrzny: Ptak o pokroju zbliżonym do kuropatwy. Charakterystyczną cechą jest widoczna w locie duża, rdzawa plama na skrzydłach.
Rozmiary: długość ciała: ok. 32 cm
Masa ciała: samiec 370–528 g, samica 379–450 g

## Występowanie

### Środowisko
Tereny trawiaste, zarośla i suche lasy.

### Zasięg występowania
Wschodnioafrykańska populacja zasiedla Sudan, Erytreę, Etiopię, Somalię, Kenię i Ugandę, natomiast południowoafrykańska Angolę, Namibię, Botswanę, RPA i Lesotho.

## Pożywienie
Podziemne części roślin, nasiona, owoce i owady, w tym chrząszcze i prostoskrzydłe.

## Rozród
Gatunek terytorialny, najprawdopodobniej monogamiczny.
Gniazdo to płytkie zagłębienie pod kępą trawy.
Okres lęgowy: zależy od regionu: luty-maj i wrzesień-październik w Południowej Afryce, czerwiec w Namibii, sierpień w Angoli oraz luty, kwiecień i sierpień w Etiopii.
Jaja: znosi 5–8 jaj.

## Status, zagrożenie i ochrona
Status według kryteriów Czerwonej księgi gatunków zagrożonych IUCN: gatunek najmniejszej troski (LC – least concern). Trend liczebności populacji uznaje się za stabilny.

## Znaczenie w kulturze człowieka
Na wielu terenach jest to gatunek łowny.